# Съюз на българските учители в Отоманската империя
Съюзът на българските учители в Отоманската империя е обществено сдружение на български екзархийски учители в Османската империя след Младотурската революция от юли 1909 година.
Основан е на конгрес в Солунската българска девическа гимназия между 8 и 15 август 1909 година. На заседанията Георги Баждаров изнася доклад на тема „Цел и тактика на учителската организация“, а воденският делегат Т. Ангелов - „За административното изграждане на учителските сдружения“. Приети са устав и централно ръководство, а Георги Баждаров е назначен за редактор на печатния орган „Учителски глас“. В него са засегнати професионални въпроси, както и положението на българите в Македония.
Георги Баждаров е избран и за председател на съюза на Втория конгрес между 6 и 9 август 1910 година.
През септември 1911 година се провежда трети конгрес на организацията, на която присъстват делегати от 16 дружества във Воденско, Ениджевардарско, Берско, Кукушко, Сярско, Гумендженско, Леринско, Островско, Демирхисарско, Хрупищко и Солунско, както и от селата Косинец, Българска Блаца, Емборе, Горни Порой и Просечен. До началото на Балканската война дружеството наброява около 2000 членове.
Съюзът е разпуснат в април 1912 година по решение на младотурския комитет „Единство и прогрес“.